# Skuły
Skuły is een plaats in het Poolse district  Grodziski (Mazovië), woiwodschap Mazovië. De plaats maakt deel uit van de gemeente Żabia Wola en telt 240 inwoners.